# Victoria Ezebinyuo
Victoria Ezebinyuo (* 28. Januar 2002 in Ettenheim) ist eine deutsche Fußballspielerin

## Karriere

### Vereine
Ezebinyuo begann in ihrem Geburtsort im Stadtteil Altdorf im Alter von elf Jahren in der D-Jugendmannschaft des dort ansässigen FSV Altdorf mit dem Fußballspielen. Von 2016 bis 2019 spielte sie für die Jugendmannschaft des SC Freiburg, bevor sie zur Saison 2019/20 in die zweite Mannschaft aufrückte. Ihr Debüt im Seniorinnenbereich gab sie zum Saisonstart am 18. August 2019 beim 2:1-Sieg im Auswärtsspiel gegen den FC Forstern über 90 Minuten. In ihren weiteren elf Saisonspielen der drittklassigen Regionalliga Süd erzielte sie erstes von zwei Saisontoren am 22. September 2019 (6. Spieltag) beim 10:2-Sieg im Heimspiel gegen den Mehrspartensportverein TSV Jahn Calden mit dem Treffer zum 5:0 in der 21. Minute.
Am 17. Juni 2020 (20. Spieltag) kam sie bei der 0:2-Niederlage im Auswärtsspiel gegen den VfL Wolfsburg für die in der Bundesliga vertretenen ersten Mannschaft das erste Mal zum Einsatz; das zweite Mal am 8. Mai 2022 (21. Spieltag) beim 3:0-Sieg i Heimspiel gegen die SGS Essen mit Einwechslung für Erëleta Memeti in der 86. Minute. In der Saison 2022/23 erzielte sie für die Zweitvertretung mit fünf Toren in 23 Punktspielen in der 2. Bundesliga in beiden Kategorien jeweils ihren persönlichen Bestwert. 2023 übernahm sie das Kapitänsamt von Anne Rotzinger.
Zur Saison 2025/26 schloss sie sich dem Zweitligaaufsteiger FC Viktoria 1889 Berlin an.

### Auswahl-/Nationalmannschaft
Ezebinyuo bestritt als Spielerin der Auswahlmannschaft des Südbadischen Fußballverbandes jeweils vier Spiele in den Altersklassen U14 und U16 sowie zwölf Spiele in der Altersklasse U18 in Turnieren um den DFB-Länderpokal an der Sportschule Wedau in Duisburg, wobei ihr für letztgenannte Altersklasse drei Tore gelangen.
Nachdem sie in den Jahren 2017 und 2018 bereits in acht Länderspielen für die U16-Nationalmannschaft des DFB zum Einsatz gekommen war, bestritt sie in den Jahren 2018 und 2019 fünf Länderspiele für die U17-Nationalmannschaft, mit der sie im Mai 2019 an der Europameisterschaft teilnahm. Im Turnier in Bulgarien wurde sie im ersten und dritten Spiel der Gruppe B und im Halbfinale in Dobritsch beim 2:0-Sieg über die U17-Nationalmannschaft Portugals eingesetzt; damit hatte sie am späteren Titelgewinn Anteil.
Für die U19-Nationalmannschaft bestritt sie am 5. und 9. März 2020 in La Manga del Mar Menor im Rahmen eines „U19-Nationen-Turniers“ das mit 2:1 gewonnene Spiel gegen die U19-Nationalmannschaft Frankreichs und das mit 0:2 verlorene Spiel gegen die U19-Nationalmannschaft Islands.

## Erfolge
- U17-Europameister 2019
- DFB-Pokal-Finalist 2023 (mit dem SC Freiburg; ohne Einsatz im Wettbewerb)